# Baltona
Przedsiębiorstwo Handlu Zagranicznego „Baltona” Spółka Akcyjna – przedsiębiorstwo handlowe, funkcjonujące na rynku międzynarodowym w obszarze obsługi pasażerów na lotniskach i przejściach granicznych.
Sklepy wolnocłowe Baltona Duty Free można znaleźć na takich portach lotniczych, jak Lotnisko Chopina w Warszawie, Lotnisko Katowice – Pyrzowice, Lotnisko Wrocław, Lotnisko Kraków, Lotnisko Poznań-Ławica, Lotnisko Rzeszów-Jasionka,  Lotnisko Bydgoszcz, Lotnisko Warszawa-Radom, Lotnisko Montpellier, Lotnisko Lwów. Poza tym, sklep Baltona można znaleźć na przejściu granicznym w Świnoujściu.
W lutym 2020 roku, Przedsiębiorstwo Handlu Zagranicznego Baltona zostało wykupione przez Przedsiębiorstwo „Państwowe Porty Lotnicze”.
Baltona dysponuje największą w Polsce siecią sklepów wolnocłowych w portach lotniczych (obiekty w Bydgoszczy, Gdańsku, Katowicach, Krakowie, Łodzi, Poznaniu, Rzeszowie i Wrocławiu) oraz sklepami poza Polską, m.in. w porcie lotniczym Alghero, porcie lotniczym Montpellier, porcie lotniczym Lwów, porcie lotniczym Rotterdam i innych. Firma jest europejskim centrum operacyjnym grupy Flemingo International z Dubaju.
Według stanu na połowę 2015 PHZ Baltona S.A. posiada wszystkie bądź większościowe udziały w 19 spółkach na terenie Polski (siedem spółek), Belgii, Cypru, Holandii, Francji, Niemiec, Rumunii, Ukrainy, Wielkiej Brytanii i Włoch, w tym (od 2013) 62% udziałów w holenderskiej grupie spółek Chacalli De-Decker.

## Historia

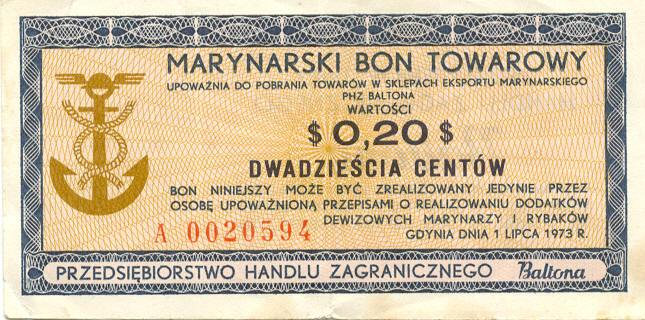
Bon baltonowski

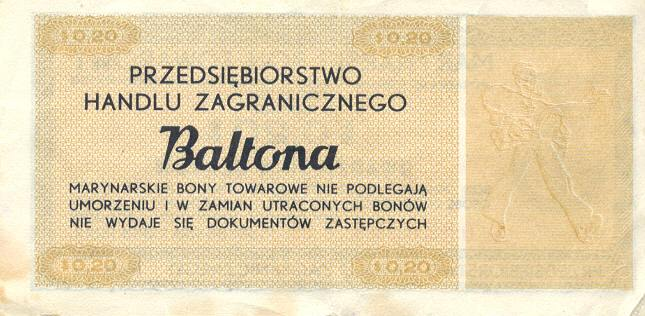
Bon baltonowski

3 września 1946 podpisany został akt notarialny powołujący w Gdyni spółkę z ograniczoną odpowiedzialnością „Baltona”. Jej główną działalnością było zaopatrywanie statków. Etymologia nazwy: dostawy towarów – Tona, na Bałtyku – Bal. 16 listopada 1949 specjalnym rozporządzeniem Minister Żeglugi powołał przedsiębiorstwo państwowe pod nazwą „Baltona Zaopatrzenie Statków”. W następnym roku Baltona została podporządkowana, uchwałą Prezydium Rządu z 23 grudnia, Ministerstwu Handlu Zagranicznego. Od 1955 przedsiębiorstwo zaczęło zaopatrywać polskie placówki dyplomatyczne za granicą. W 1956 Baltona stała się członkiem ISSA (Międzynarodowego Zrzeszenia Dostawców Okrętowych), w tym też roku rozpoczęła również sprzedaż detaliczną w sklepach dla marynarzy oraz na przejściach granicznych. Zadaniem firmy było również zaopatrywanie samolotów, portów lotniczych, a nawet wypraw naukowych.
Od 1977 przedsiębiorstwo działało już jako centrala handlu zagranicznego, prowadząca własną działalność eksportową na tzw. małe rynki, tj. Watykan, Wyspy Karaibskie, Malta, Wyspy Kanaryjskie.
Sklepy detaliczne „Baltony” w PRL umożliwiały legalne zakupy towarów importowanych osobom, które zatrudnione były za granicą i otrzymywały wynagrodzenie lub jego część w dewizach. Dotyczyło to w szczególności: marynarzy, rybaków, pracowników zatrudnionych na kontraktach dewizowych (w tzw. II obszarze płatniczym), dyplomatów oraz personelu latającego LOT-u. W tamtych czasach na potrzeby Baltony drukowano bony baltonowskie (Marynarskie Bony Towarowe), których wartość podawana była w dolarach USA. Bony te wypłacane były marynarzom i rybakom w ramach tzw. dodatku dewizowego przysługującego podczas podróży zagranicznych.
W 1984 przedsiębiorstwo zostało przekształcone w spółkę akcyjną pod nazwą Przedsiębiorstwo Handlu Zagranicznego Baltona S.A. z siedzibą w Gdyni. Od tego czasu organizowana była też sieć sklepów, która w 1989 liczyła ok. 260 placówek w całym kraju.
Marką „Baltona” oznaczane były linie produktów, m.in.: konserwy, kiełbasy, pieczywo, słodycze, a także piwo. Artykuły te charakteryzowały się długim okresem trwałości, były też synonimem dobrej jakości.
W 2010 inwestorem strategicznym spółki została Ashdod Holdings Limited – spółka zależna firmy Flemingo International zarejestrowanej na Wyspach Dziewiczych, z siedzibą w Dubaju, wyspecjalizowana w sprzedaży wolnocłowej w portach lotniczych; Baltona stanowi centrum operacji europejskich Flemingo. Ashdod Holdings Ltd. posiada 80,68% ogólnej liczby akcji. Posiada biura w Gdyni (dawna siedziba spółki), Gdańsku, Świnoujściu, Szczecinie.
Od czerwca 2011 akcje spółki były notowane na rynku NewConnect. 15 stycznia 2013 akcje PHZ Baltona zadebiutowały na rynku głównym GPW.
8 października 2019 Przedsiębiorstwo Państwowe „Porty Lotnicze” zawarło z Flemingo International Ltd. umowę inwestycyjną na kupno 80,68% udziałów w PHZ Baltona S.A. W dniu 26 lutego 2020 Przedsiębiorstwo Państwowe „Porty Lotnicze” nabyło 93,71% akcji Baltony, a po doliczeniu akcji własnych Spółki, posiada łącznie 96,98% akcji, zostając tym samym większościowym udziałowcem Baltony. 
W 2022 roku spółka miała ok. 50 placówek w Polsce i Europie.